# مارتن إكس-23 برايم
مارتن إكس-23 برايم (بالإنجليزية: Martin X-23 PRIME)‏ هو مركبة رفع وإعادة دخول من الفضاء للارض، صممت لاختبارات آثار مناورة العودة للغلاف الجوي. ولم تعين رسميا لذلك. أنتجت في الولايات المتحدة. من صناعة مارتن ماريتا. كان أول طيران لها في 21 ديسمبر 1966. انتهت خدمتها في 19 أبريل 1967. صنع منها ثلاثة طائرات.